# Olympische Jugend-Winterspiele 2012/Teilnehmer (Schweiz)
| Gelbes Symbol für Goldmedaillen mit stilisierten Olympischen Ringen | Graues Symbol für Silbermedaillen mit stilisierten Olympischen Ringen | Braundes Symbol für Bronzemedaillen mit stilisierten Olympischen Ringen |
| ------------------------------------------------------------------- | --------------------------------------------------------------------- | ----------------------------------------------------------------------- |
| 3                                                                   | —                                                                     | 5                                                                       |

Die Schweiz nahm an den Olympischen Jugend-Winterspielen 2012 in Innsbruck mit 26 Athleten in elf Sportarten teil.

## Sportarten

### Biathlon
| Athleten                                                     | Wettbewerb                         | Zeit (Schiessfehler) | Rang |
| ------------------------------------------------------------ | ---------------------------------- | -------------------- | ---- |
| Knaben                                                       |                                    |                      |      |
| Jules Cuenot                                                 | 7,5 km Sprint                      | 21:18,4 min (4)      | 18   |
| Jules Cuenot                                                 | 10 km Verfolgung                   | 32:15,3 min (8)      | 18   |
| Kenneth Schöpfer                                             | 7,5 km Sprint                      | 22:14,2 min (4)      | 26   |
| Kenneth Schöpfer                                             | 10 km Verfolgung                   | 32:01,5 min (3)      | 17   |
| Mädchen                                                      |                                    |                      |      |
| Aita Gasparin                                                | 6 km Sprint                        | 19:33,4 min (3)      | 20   |
| Aita Gasparin                                                | 7,5 km Verfolgung                  | 31:32,1 min (4)      | 16   |
| Gemischt                                                     |                                    |                      |      |
| Aita Gasparin Nadine Fähndrich Kenneth Schöpfer Jason Rüesch | Mixed-Staffel Skilanglauf/Biathlon | 1:05:36,0 h (0+5)    | 4    |

### Curling
| Athleten                                                | Wettbewerb | Gruppenrunde | Gruppenrunde | Viertelfinal | Viertelfinal | Halbfinal | Halbfinal | Spiel um Bronze | Spiel um Bronze | Spiel um Bronze |
| Athleten                                                | Wettbewerb | Siege        | Niederlagen  | Gegner       | Ergebnis     | Gegner    | Ergebnis  | Gegner          | Ergebnis        | Rang            |
| ------------------------------------------------------- | ---------- | ------------ | ------------ | ------------ | ------------ | --------- | --------- | --------------- | --------------- | --------------- |
| Gemischt                                                |            |              |              |              |              |           |           |                 |                 |                 |
| Michael Brunner, Elena Stern, Romano Meier, Lisa Gisler | Team       | 6            | 1            | Japan        | 4:3          | Schweden  | 10:4      | Italien         | 6:4             | Gold            |

### Eiskunstlauf
| Athleten          | Wettbewerb | Kurzprogramm | Kurzprogramm | Free Skating | Free Skating | Gesamt | Gesamt |
| Athleten          | Wettbewerb | Punkte       | Rang         | Punkte       | Rang         | Punkte | Rang   |
| ----------------- | ---------- | ------------ | ------------ | ------------ | ------------ | ------ | ------ |
| Knaben            |            |              |              |              |              |        |        |
| Nicola Todeschini | Einzel     | 44,02        | 9            | 84,96        | 11           | 128,98 | 10     |
| Mädchen           |            |              |              |              |              |        |        |
| Tina Stuerzinger  | Einzel     | 40,63        | 8            | 72,92        | 8            | 113,55 | 8      |

### Freestyle-Skiing

#### Halfpipe
| Athleten       | Wettbewerb | Qualifikation | Qualifikation | Final        | Final |
| Athleten       | Wettbewerb | Punkte        | Rang          | Punkte       | Rang  |
| -------------- | ---------- | ------------- | ------------- | ------------ | ----- |
| Knaben         |            |               |               |              |       |
| Kai Mahler     | Halfpipe   | 76,50 Punkte  | 2             | 95,00 Punkte | Gold  |
| Mädchen        |            |               |               |              |       |
| Alexia Bonelli | Halfpipe   | 53,50 Punkte  | 6             | 47,75 Punkte | 6     |

#### Skicross
| Athleten       | Wettbewerb | Qualifikation | Qualifikation | Vorlauf  | Vorlauf  | Halbfinal | Final    |
| Athleten       | Wettbewerb | Zeit          | Rang          | Punkte   | Rang     | Position  | Position |
| -------------- | ---------- | ------------- | ------------- | -------- | -------- | --------- | -------- |
| Knaben         |            |               |               |          |          |           |          |
| Vincent Gentet | Skicross   | 59,45 s       | 12            | Abgesagt | Abgesagt | Abgesagt  | Abgesagt |
| Mädchen        |            |               |               |          |          |           |          |
| Emilie Benz    | Skicross   | 58,82 s       | Bronze        | Abgesagt | Abgesagt | Abgesagt  | Abgesagt |

### Nordische Kombination
| Athleten       | Wettbewerb                    | Skispringen | Skispringen | Skispringen   | Langlauf    | Langlauf |
| Athleten       | Wettbewerb                    | Punkte      | Rang        | Zeitrückstand | Zeit        | Rang     |
| -------------- | ----------------------------- | ----------- | ----------- | ------------- | ----------- | -------- |
| Knaben         |                               |             |             |               |             |          |
| Jan Kirchhofer | Normalschanze / 5 km Langlauf | 125,7       | 7           | 0:47 min      | 28:39,8 min | 9        |

### Rennrodeln
| Athleten       | Wettbewerb | Durchgang 1 | Durchgang 2 | Gesamt       | Gesamt |
| Athleten       | Wettbewerb | Zeit        | Zeit        | Zeit         | Rang   |
| -------------- | ---------- | ----------- | ----------- | ------------ | ------ |
| Knaben         |            |             |             |              |        |
| Christian Maag | Einsitzer  | 40,130 s    | 40,074 s    | 1:20,204 min | 8      |

### Skeleton
| Athleten     | Durchgang 1 | Durchgang 2 | Gesamt      | Gesamt |
| Athleten     | Zeit        | Zeit        | Zeit        | Rang   |
| ------------ | ----------- | ----------- | ----------- | ------ |
| Knaben       |             |             |             |        |
| Sacha Berger | 59,02 s     | 58,66 s     | 1:57,68 min | 5      |

### Ski Alpin
| Athleten       | Wettbewerb   | Durchgang 1 | Durchgang 2 | Gesamt             | Gesamt             |
| Athleten       | Wettbewerb   | Zeit        | Zeit        | Zeit               | Rang               |
| -------------- | ------------ | ----------- | ----------- | ------------------ | ------------------ |
| Knaben         |              |             |             |                    |                    |
| Ian Gut        | Super-G      |             |             | 1:06,06 min        | 13                 |
| Ian Gut        | Riesenslalom | 1:00,15 min | 55,39 s     | 1:55,54 min        | 10                 |
| Ian Gut        | Slalom       | 46,96 s     | DNF         | nicht qualifiziert | nicht qualifiziert |
| Ian Gut        | Kombination  | 1:05,47 min | DNF         | nicht qualifiziert | nicht qualifiziert |
| Sandro Simonet | Super-G      |             |             | 1:05,71 min        | 11                 |
| Sandro Simonet | Riesenslalom | 57,46 s     | 54,87 s     | 1:52,33 min        | Bronze             |
| Sandro Simonet | Slalom       | 38,62 s     | 39,74 s     | 1:18,36 min        | Gold               |
| Sandro Simonet | Kombination  | 1:04,33 min | 37,12 s     | 1:41,45 min        | Bronze             |
| Mädchen        |              |             |             |                    |                    |
| Luana Flütsch  | Super-G      |             |             | 1:06,99 min        | 10                 |
| Luana Flütsch  | Riesenslalom | 58,70 s     | 59,71 s     | 1:58,41 min        | 8                  |
| Luana Flütsch  | Slalom       | 41,61 s     | DNF         | nicht qualifiziert | nicht qualifiziert |
| Luana Flütsch  | Kombination  | 1:06,01 min | 36,53 s     | 1:42,54 min        | 7                  |
| Jasmina Suter  | Super-G      |             |             | DNF                | DNF                |
| Jasmina Suter  | Riesenslalom | 57,74 s     | 58,71 s     | 1:56,45 min        | Bronze             |
| Jasmina Suter  | Slalom       | 42,38 s     | 39,26 s     | 1:21,64 min        | 4                  |
| Jasmina Suter  | Kombination  | 1:05,84 min | DNF         | nicht qualifiziert | nicht qualifiziert |

| Athleten                                           | Wettbewerb     | Achtelfinal    | Viertelfinal       | Halbfinal          | Final              | Final |
| Athleten                                           | Wettbewerb     | Ergebnis       | Ergebnis           | Ergebnis           | Ergebnis           | Rang  |
| -------------------------------------------------- | -------------- | -------------- | ------------------ | ------------------ | ------------------ | ----- |
| Gemischt                                           |                |                |                    |                    |                    |       |
| Jasmina Suter Ian Gut Luana Flütsch Sandro Simonet | Teamwettbewerb | Norwegen 1 – 2 | nicht qualifiziert | nicht qualifiziert | nicht qualifiziert | 5     |

### Skilanglauf
| Athleten         | Wettbewerb      | Qualifikation | Qualifikation | Viertelfinal | Viertelfinal | Halbfinal  | Halbfinal | Final              | Final              |
| Athleten         | Wettbewerb      | Zeit          | Rang          | Zeit         | Rang         | Zeit       | Rang      | Zeit               | Rang               |
| ---------------- | --------------- | ------------- | ------------- | ------------ | ------------ | ---------- | --------- | ------------------ | ------------------ |
| Knaben           |                 |               |               |              |              |            |           |                    |                    |
| Jason Rüesch     | 10 km klassisch |               |               |              |              |            |           | 31:10,4 min        | 11                 |
| Jason Rüesch     | Sprint          | 1:45,81 min   | 8             | 1:46,1 min   | 2            | 1:58,2 min | 5         | nicht qualifiziert | nicht qualifiziert |
| Mädchen          |                 |               |               |              |              |            |           |                    |                    |
| Nadine Fähndrich | 5 km klassisch  |               |               |              |              |            |           | 15:56,6 min        | 10                 |
| Nadine Fähndrich | Sprint          | 2:00,01 min   | 6             | 2:01,7 min   | 2            | 2:01,1 min | 4         | nicht qualifiziert | nicht qualifiziert |

### Skispringen
| Athleten      | Wettbewerb    | Erste Runde | Erste Runde | Final  | Final  | Gesamt | Gesamt |
| Athleten      | Wettbewerb    | Weite       | Punkte      | Weite  | Punkte | Punkte | Rang   |
| ------------- | ------------- | ----------- | ----------- | ------ | ------ | ------ | ------ |
| Knaben        |               |             |             |        |        |        |        |
| Killian Peier | Normalschanze | 71,5 m      | 119,9       | 70,5 m | 117,0  | 236,9  | 9      |

### Snowboard

#### Halfpipe
| Athleten        | Wettbewerb | Qualifikation | Qualifikation | Qualifikation | Halbfinal          | Halbfinal          | Halbfinal          | Final              | Final              | Final              |
| Athleten        | Wettbewerb | Durchgang 1   | Durchgang 2   | Rang          | Durchgang 1        | Durchgang 2        | Rang               | Durchgang 1        | Durchgang 2        | Rang               |
| --------------- | ---------- | ------------- | ------------- | ------------- | ------------------ | ------------------ | ------------------ | ------------------ | ------------------ | ------------------ |
| Knaben          |            |               |               |               |                    |                    |                    |                    |                    |                    |
| Lucas Baume     | Halfpipe   | 31,75 Punkte  | 62,25 Punkte  | 6             | DNS                | nicht qualifiziert | nicht qualifiziert | nicht qualifiziert | nicht qualifiziert | nicht qualifiziert |
| David Hablützel | Halfpipe   | 78,25 Punkte  | 82,75 Punkte  | 3             | -                  | -                  | -                  | 49,00 Punkte       | 80,25 Punkte       | 5                  |
| Mädchen         |            |               |               |               |                    |                    |                    |                    |                    |                    |
| Celia Petrig    | Halfpipe   | 31,50 Punkte  | 41,75 Punkte  | 10            | nicht qualifiziert | nicht qualifiziert | nicht qualifiziert | nicht qualifiziert | nicht qualifiziert | nicht qualifiziert |

#### Slopestyle
| Athleten        | Wettbewerb | Qualifikation | Qualifikation | Qualifikation | Final        | Final        | Final  |
| Athleten        | Wettbewerb | Durchgang 1   | Durchgang 2   | Rang          | Durchgang 1  | Durchgang 2  | Rang   |
| --------------- | ---------- | ------------- | ------------- | ------------- | ------------ | ------------ | ------ |
| Knaben          |            |               |               |               |              |              |        |
| Lucas Baume     | Slopestyle | 79,25 Punkte  | 29,25 Punkte  | 3             | 51,25 Punkte | 57,25 Punkte | 10     |
| David Hablützel | Slopestyle | 75,00 Punkte  | 68,75 Punkte  | 4             | 57,75 Punkte | 87,50 Punkte | Bronze |
| Mädchen         |            |               |               |               |              |              |        |
| Celia Petrig    | Slopestyle | 79,50 Punkte  | 32,75 Punkte  | 2             | 62,00 Punkte | 40,75 Punkte | 4      |